# Скульптура Божої Матері у Херсоні
Скульптура Божої Матері - скульптура Діви Марії, що розміщена у Херсоні в однойменному сквері поблизу міського РАЦС.
Встановлена на місці православного храму Пресвятої Богородиці, що був підірваний радянським керівництвом у 1940-х роках. Висота фігури - 2,5 метри. Виконана з білого штучного каменю, ликом обернена на схід. Встановленню скульптури передував конфлікт: частина депутатів міської ради виступила з ініціативою встановлення на місці підірваного більшовиками храму пам'ятника О.С. Пушкіну. Однак ця ідея так і не знайшла підтримки ні серед херсонців, ні серед градоначальників.